# Batalla de Chiari
La batalla de Chiari va ser lliurada l'1 de setembre del 1701 a Chiari, al front italià de la Guerra de Successió Espanyola. En la batalla es varen enfrontar els exèrcits imperials sota el comandament del Príncep Eugeni de Savoia i els exèrcits borbònics comandants pel Duc de Villeroy resultant en una derrota borbònica.

## Antecedents

### La invasió imperial dels territoris hispànics d'Itàlia
A Itàlia l'emperador prengué la iniciativa i a començaments de l'estiu un exèrcit imperial sota el comandament del Príncep Eugeni de Savoia aconseguí de la neutral República de Venècia autorització per travessar el seu territori. D'aquesta manera les tropes imperials aconseguiren penetrar a la vall del riu Po el 28 de maig prenent per sorpresa als exèrcits borbònics.

### Primera derrota borbònica i replegament

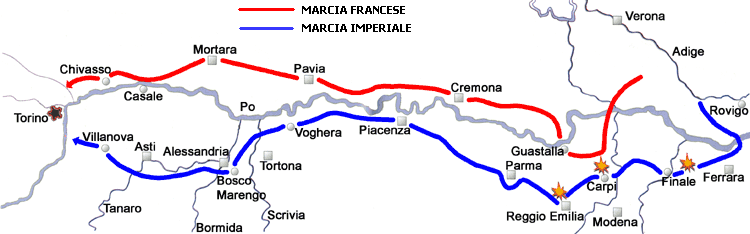
Front italià de la Guerra de Successió

Ambdós exèrcits es mantingueren diversos dies expectants mentre es vigilaven, però la nit del 8 de juliol del 1701 el Príncep Eugeni de Savoia sorprengué novament el Mariscal Nicolas Catinat en travessar el riu Adige, atacant l'aïllada cavalleria borbònica el 9 de juliol que fou derrotada en la batalla de Carpi.
Els exèrcits borbònics es replegaren rere el riu Oglio adoptant una posició defensiva, però de resultes de la derrota el comandant en cap Nicolas Catinat fou destituït i rellevat pel Duc de Villeroy. Aquest, sense gaires dots militars però desitjós de complaure Lluís XIV de França per haver-lo nomenat, travessà triomfal el riu Oglio desitjós de presentar batalla als exèrcits imperials.

## La Batalla
En veure com els exèrcits borbònics canviaven d'estratègia i passaven a l'ofensiva, l'exèrcit imperial s'atrinxerà prop de la petita vil·la de Chiari, adoptant una formidable posició defensiva totalment flanquejats per rius i rieres que tan sols permetien un atac frontal de les tropes borbòniques.
El Príncep Eugeni de Savoia aconseguí novament enganyar els comandants borbònics fent creure al Duc de Villeroy, gràcies a uns soldats capturats, que les tropes imperials es reduïen a 6.000 homes. El Duc de Villeroy es decidí a atacar frontalment convençut de la reduïda força de l'enemic i per tal d'evitar que rebés els reforços de la resta de l'exèrcit imperial.
En la seva precipitació llançà en tromba les seves tropes sense ni tan sols esperar que la seva pròpia artilleria prengués posicions. Les tropes borbòniques foren rebudes per una descàrrega combinada de foc d'artilleria i fuselleria, provocant la caiguda de fins a 2.000 homes en poc temps. Malgrat això, el Duc de Villeroy ordenà una nova càrrega frontal que fou novament rebutjada, per bé que el Príncep Eugeni de Savoia en cap moment deixà la seva posició defensiva per perseguir les tropes borbòniques quan es retiraven.
Durant la batalla, l'anterior comandant en cap Mariscal Nicolas Catinat, que ara es trobava sota el comandament del Duc de Villeroy donà sobrades proves d'una valentia excepcional.

## Conseqüències
Després de la derrota borbònica el Duc de Villeroy adoptà una actitud més precabuda i acampà a Urago, prop de Chiari, on es mantingué a l'espera que l'exèrcit imperial sortís de la seva posició defensiva convençut que amb la superior de tropes de què encara diposava podria derrotar l'exèrcit imperial en una batalla a camp obert.
Però després de dos mesos i sense cap moviment, les tropes borbòniques hagueren d'aixecar el camp doncs a causa del seu gran nombre, havien devastat la zona i ja no els quedaven subministraments per a subsistir en un país que es veia defensat a contracor. El 12 de novembre del 1701 els exèrcits borbònics travessaren novament el riu Oglio i retornaren a les seves bases de Cremona.